# Kościół Zesłania Ducha Świętego w Nowej Górze
Kościół Zesłania Ducha Świętego – rzymskokatolicki kościół parafialny należący do dekanatu Krzeszowice archidiecezji krakowskiej.

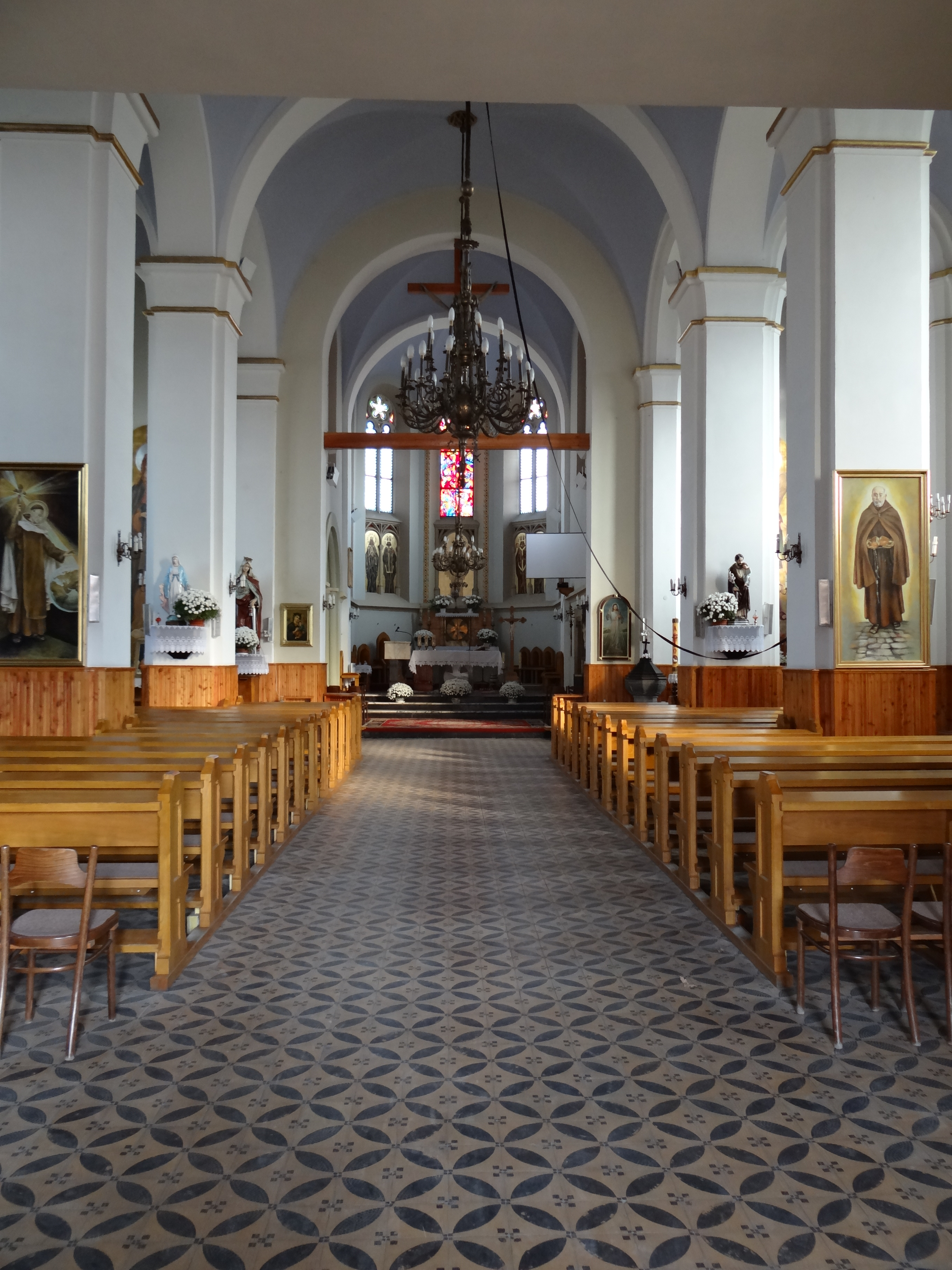
Wnętrze kościoła

Świątynia została wzniesiona w latach 1885–1896 z fundacji Artura Potockiego i jego matki Katarzyny z Branickich Potockiej na miejscu wcześniejszego kościoła, zniszczonego przez pożar w nocy z 19 na 20 października 1875 roku. Kamień węgielny został poświęcony w dniu 10 października 1886 roku. kościół został konsekrowany w dniu 11 września 1896 roku przez biskupa Jana Puzynę, ordynariusza krakowskiego. 
Jest to budowla reprezentująca styl „przejściowy” (elementy neoromańskie i neogotyckie). Świątynia jest murowana i wzniesiona z cegły. Kościół jest orientowany, i odchylony ku stronie północnej. Świątynia posiada trzy nawy, jest  pseudobazyliką, nie posiadającą transeptu. Prezbiterium posiada jedno przęsło i zamknięte jest pięcioma bokami ośmiokąta; przy nim znajduje się zakrystia (od strony południowej) i składzik (od strony północnej). Zamknięcie prezbiterium jest otoczone na zewnątrz arkadowym ogrojcem. Korpus posiada cztery przęsła i poprzedza go partia wieżowa. W jej obrębie znajduje się kaplica św. Barbary (dojście z nawy południowej), kruchta i klatka schodowa (od strony północnej). Empora organowa znajduje się od strony zachodniej (jest umieszczona w partii wieżowej i nad ostatnim przęsłem nawy środkowej). Sklepienia są krzyżowe i oddzielone od siebie gurtami. Okna prostokątne są zamknięte półkoliście, rozeta znajduje się na osi fasady; we wszystkich znajdują się witraże. W prezbiterium są umieszczone współczesne malowidła ścienne (znajdują się w niszach nad wejściami do zakrystii i składziku) oraz imitujące je monochromatyczne obrazy przedstawiające świętych i Chrystusa, znajdujące się w dolnych, ślepo zakończonych częściach okien. Świątynia posiada skromne, głównie współczesne wyposażenie wnętrza.